# Гуам (військово-морська база)
Військово-морська база Гуам (англ. Naval Base Guam) — військово-морська база військово-морських сил США, що розташована в гавані Апра та займає півострів Ороте на острові Гуам. База має стратегічне значення для американського флоту та Збройних сил країни в цілому. У 2009 році об'єднана з авіабазою Андерсен, щоб утворити Об'єднаний регіон Маріанські острови, який є спільною базою, контрольованою ВМС.
Судноремонтний завод Гуам розташовувався поруч із військово-морською базою Гуам, на берегу гавані Апра. Його закрили в 1997 році за рекомендацією Комісії з перепрофілювання та закриття бази 1995 року.
Військово-морська база Гуам є пунктом постійної дислокації командувань 15-ї підводної ескадри флоту, сектора Берегової охорони «Гуам» та підрозділу спеціального призначення ВМС № 1, а також місце дислокації 28 інших командувань на тимчасовій основі. Це домашня база для десятків підрозділів Індо-Тихоокеанського командування, Тихоокеанського флоту, 7-го флоту та підрозділів «Морських бджіл», так званих «Сі-Бі» (англ. Seabee).
Острів перейшов Сполученим Штатам за результатами Іспансько-американської війни 1898 року. До грудня 1941 року ВМС США використовували його інфраструктуру як вугільний склад і станцію зв'язку, коли острів був захоплений японськими військами. Острів перебував під японською окупацією до літа 1944 року, а після його звільнення американськими військами розпочалося будівництво військово-морської бази. База Гуам була першою військово-морською оперативною базою США і стала відома як «Тихоокеанський супермаркет». Зі 150 000 американських моряків, які дислокувалися на Гуамі, понад 50 000 працювали на будівництві та розвитку бази.
У липні 1975 року військово-морську базу передали в підпорядкування командувача тилового забезпечення Тихоокеанського флоту США.

## Галерея

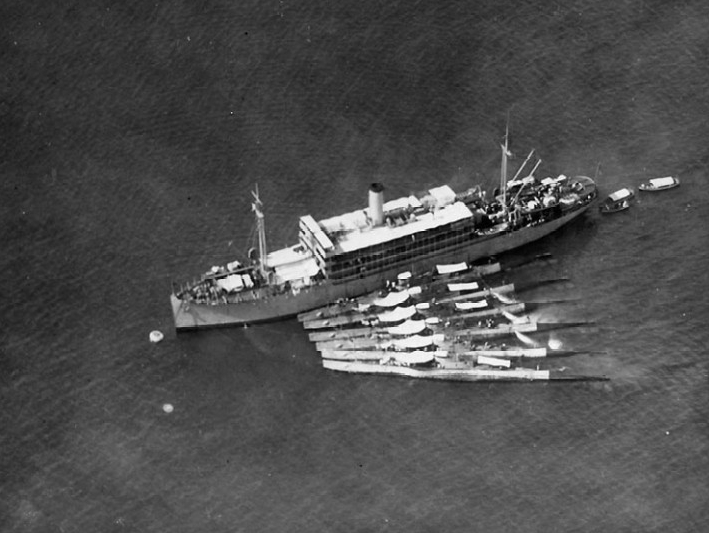
Плавуча база підводних човнів «Канопус» разом із шістьма ПЧ[Прим. 1]. 29 жовтня 1924
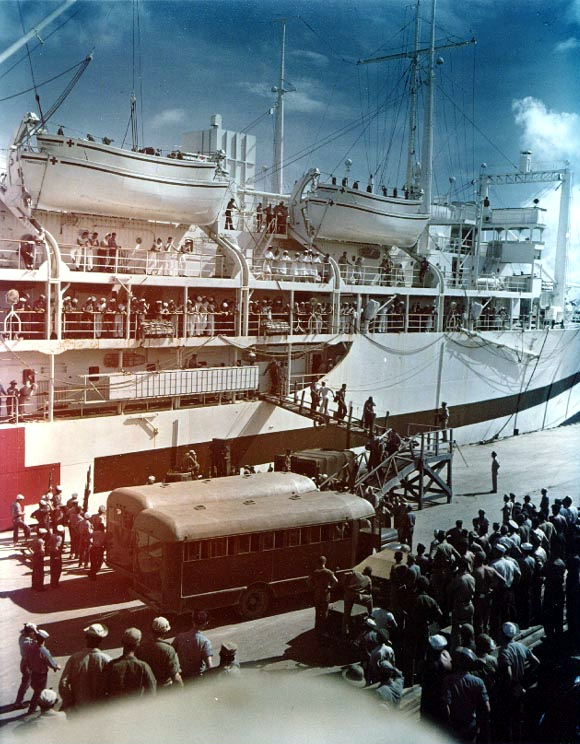
Прибуття постраждалих з крейсера «Індіанополіс» на базу Гуам. 8 серпня 1945
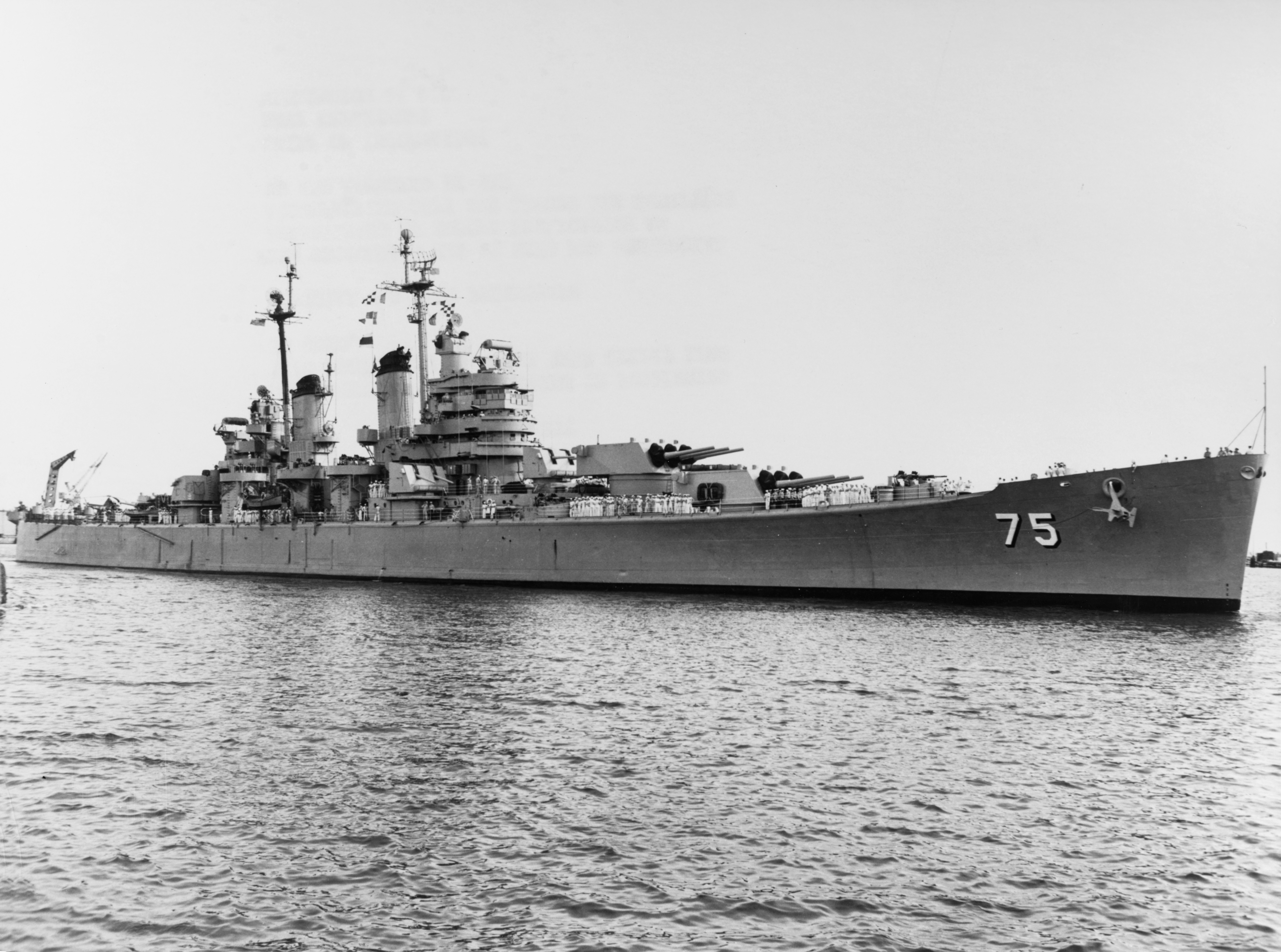
Важкий крейсер «Гелена» на базі Гуам. 1952
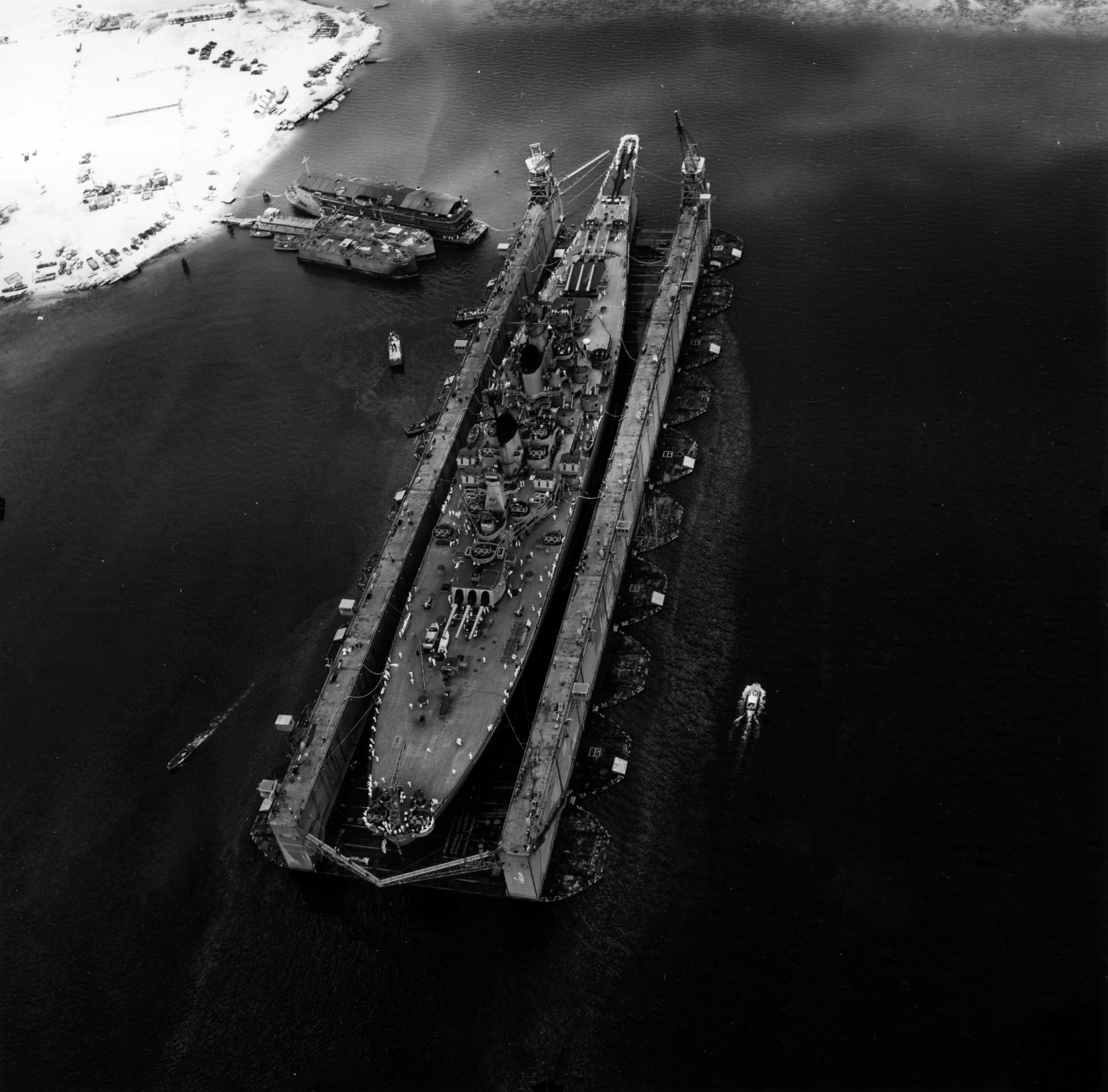
Ремонт лінкора «Вісконсін» у допоміжному доці на базі Гуам. Квітень 1952
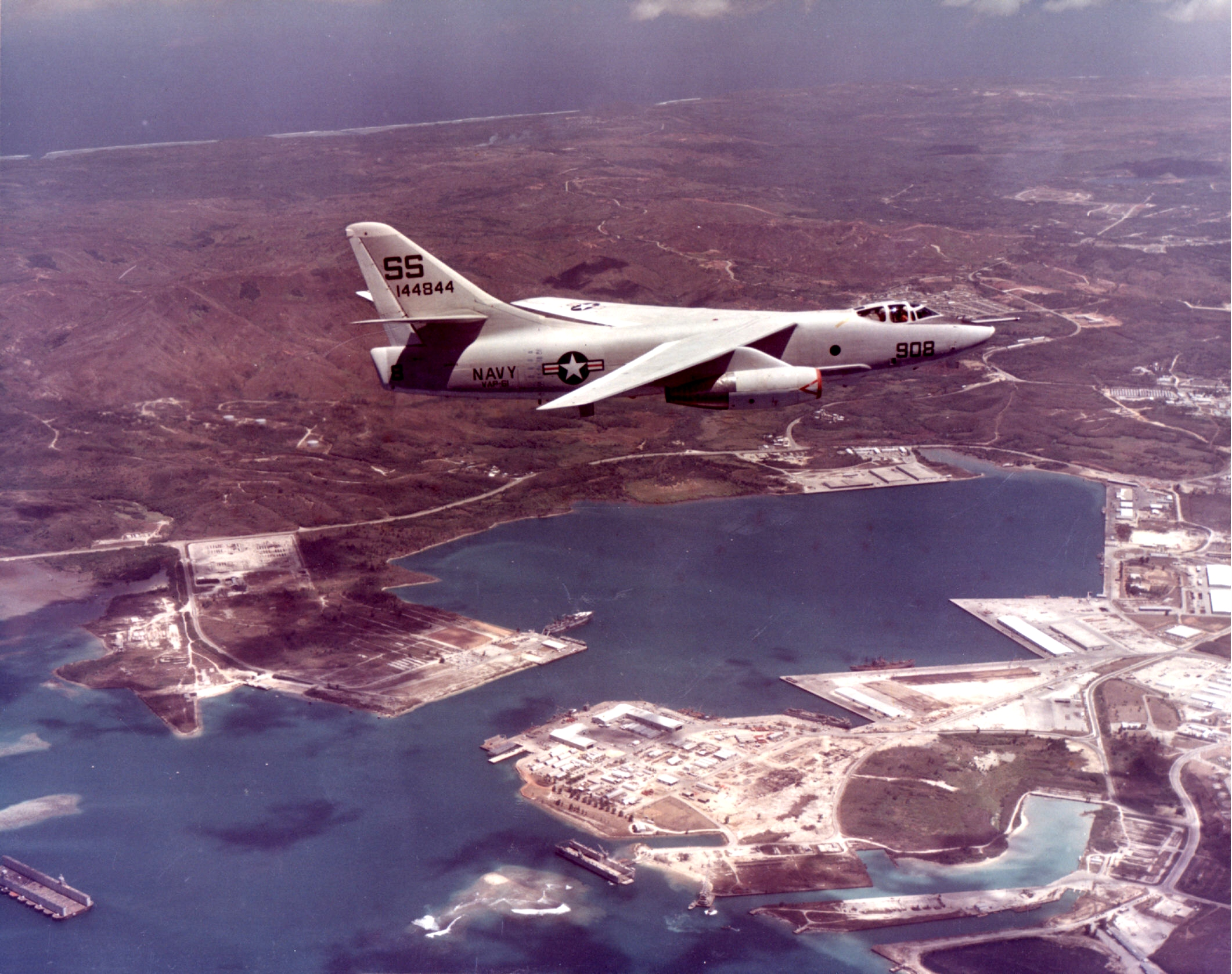
Проліт літака RA-3B «Скайворріор» над акваторією бази. 1960-ті
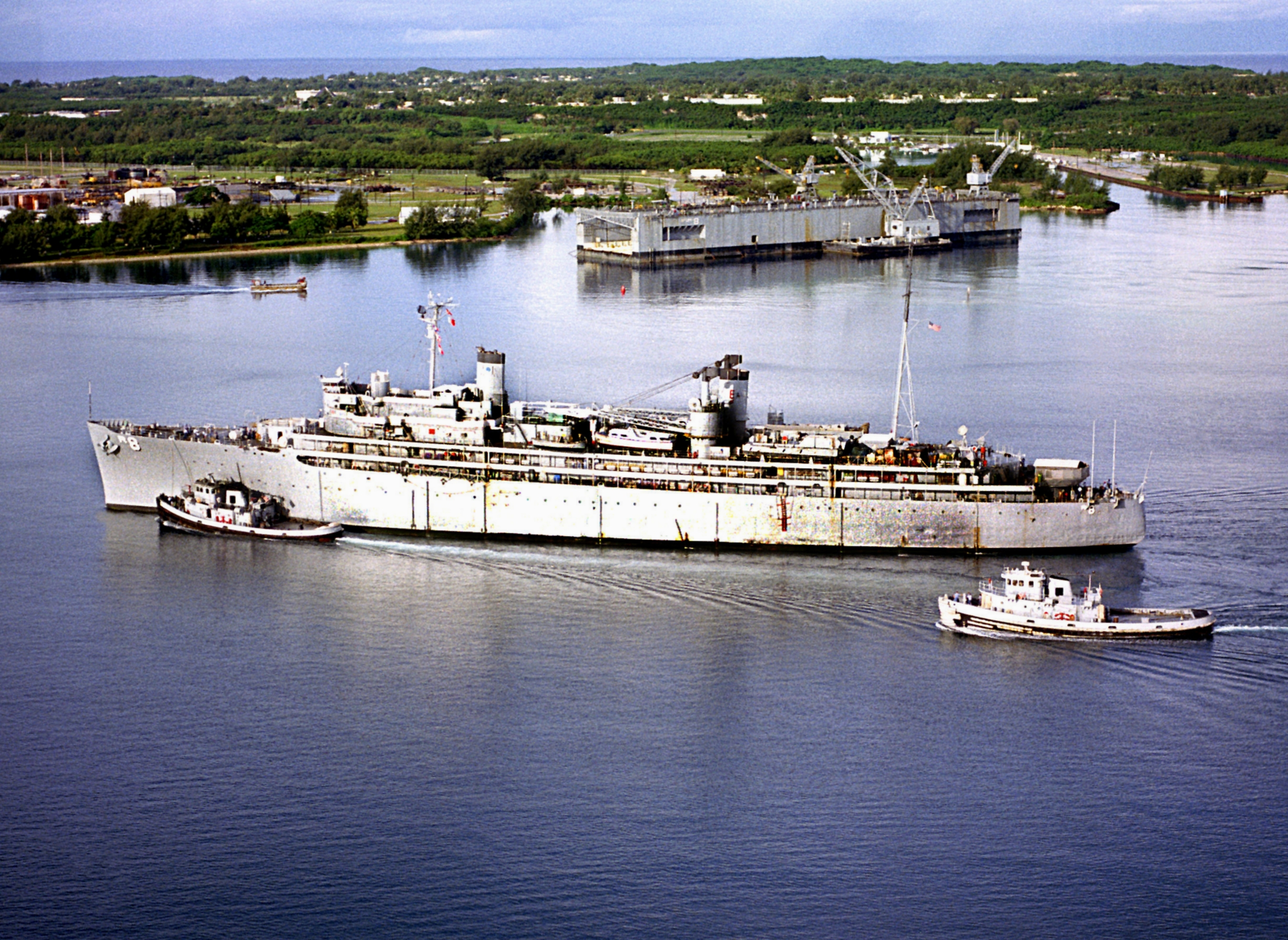
Плавуча майстерня «Джейсон» входить на базу. 5 серпня 1985
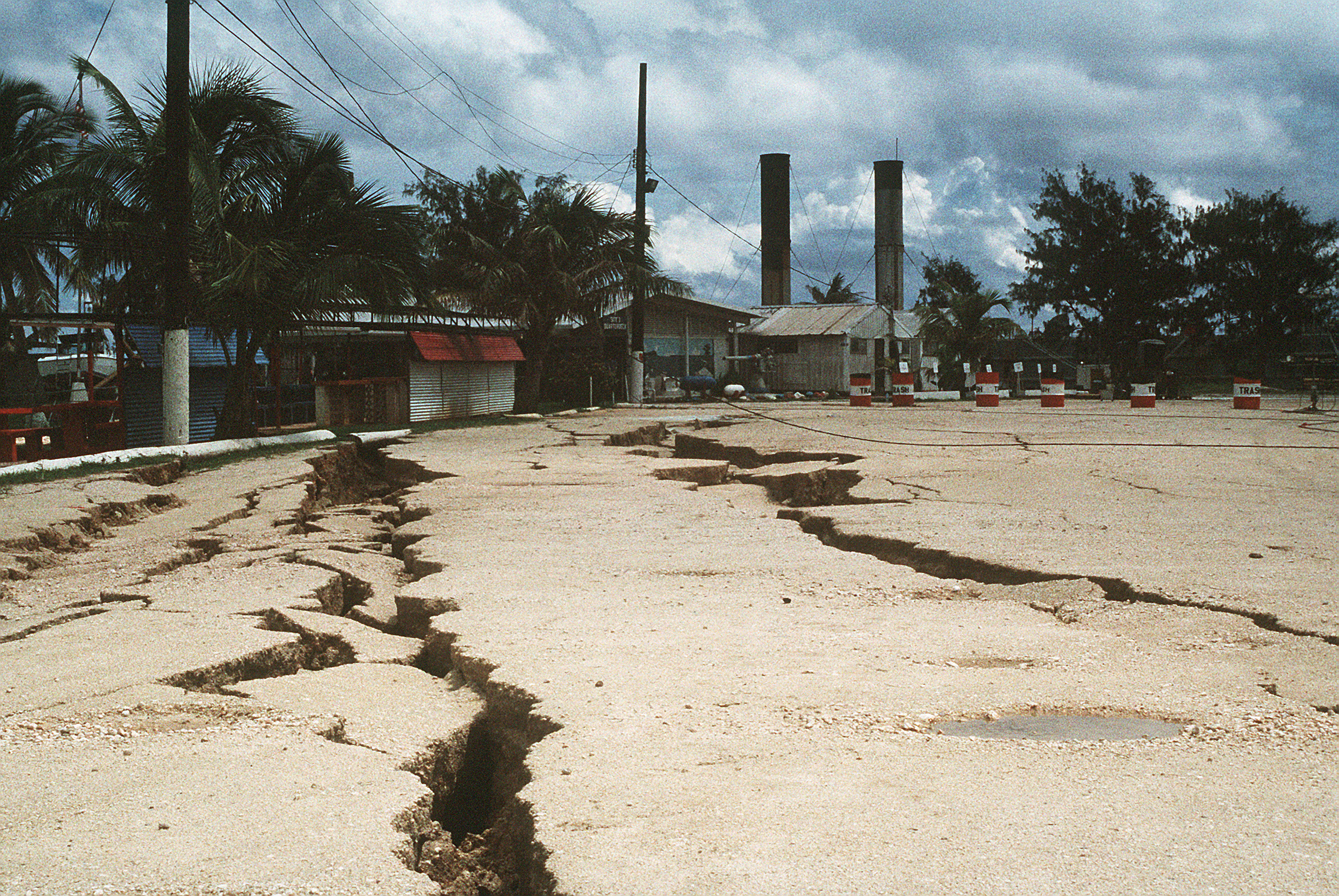
Наслідки землетрусу на острові. 9 серпня 1993
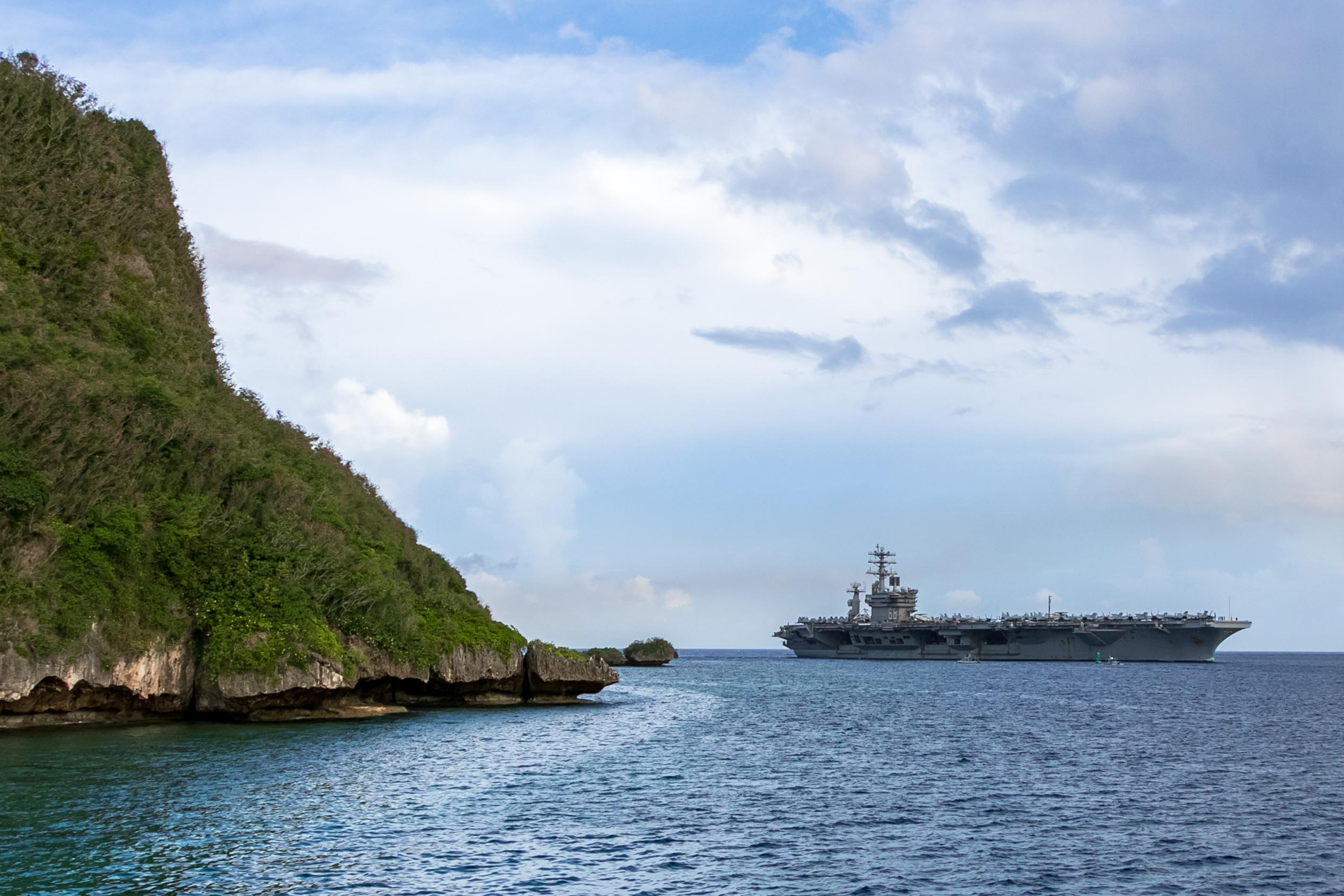
Американський атомний авіаносець «Німіц» входить до Апра-Гарбор. 24 червня 2020
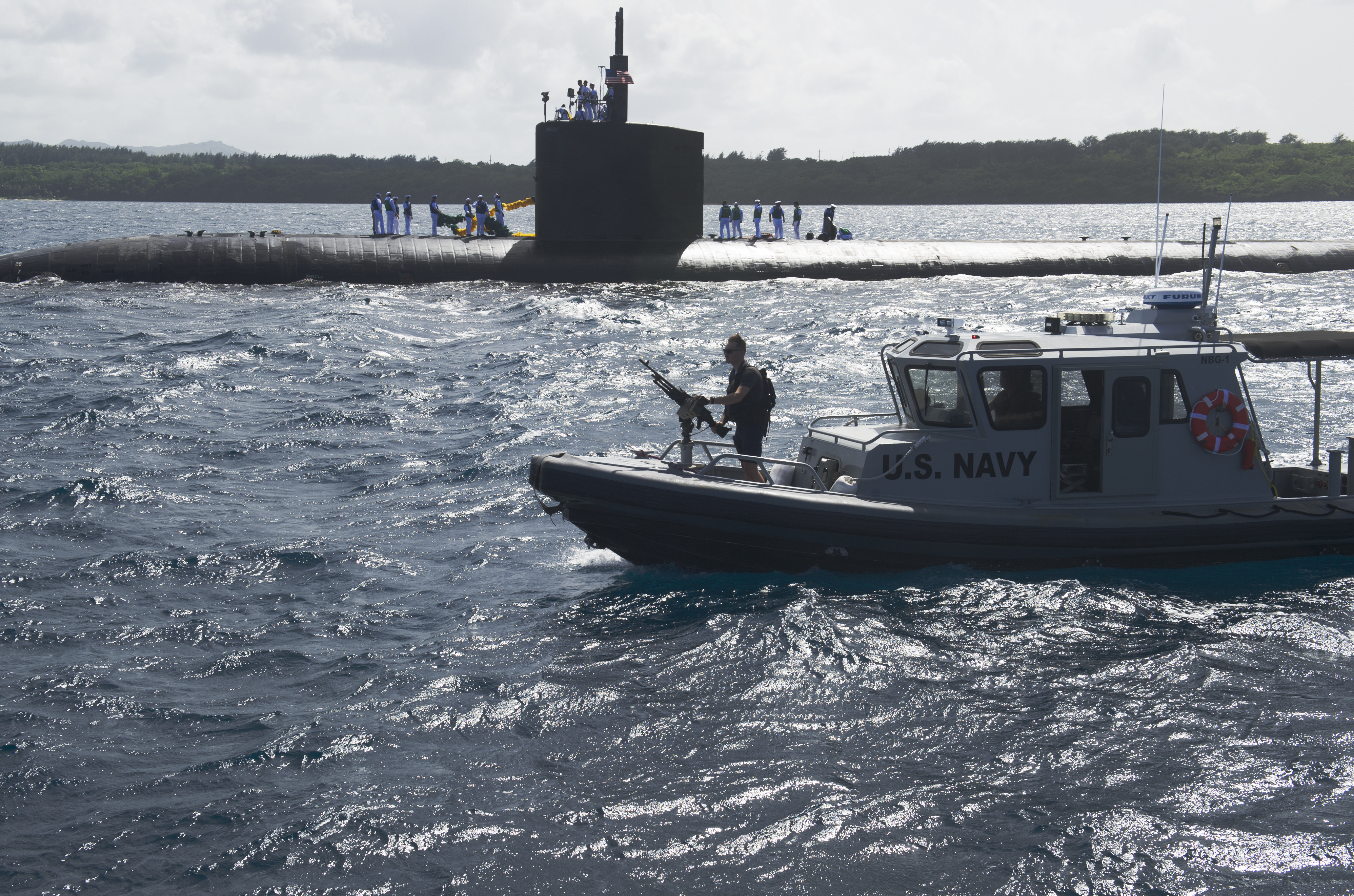
Супроводження охороною багатоцільового атомного підводного човна «Топека» при вході в бухту Апра. 20 грудня 2019